# 6739 Tärendö
(6739) Tärendö, denumire internațională (6739) Tarendo, este un asteroid din centura principală de asteroizi.

## Descriere
6739 Tärendö este un asteroid din centura principală de asteroizi. A fost descoperit pe 19 martie 1993 la Observatorul La Silla în cadrul programului UESAC. Asteroidul prezintă o orbită caracterizată de o semiaxă mare de 3,24 ua, o excentricitate de 0,12 și o înclinație de 2,5° în raport cu ecliptica.